# Marcel Krnjic
Marcel Krnjic (* 8. November 2002 in Dornbirn) ist ein österreichischer Fußballspieler.

## Karriere
Krnjic begann seine Karriere beim FC Dornbirn 1913. Zur Saison 2016/17 kam er in die AKA Vorarlberg, in der er fortan sämtliche Altersstufen durchlief.
Im Juni 2020 debütierte er für seinen Stammklub FC Dornbirn 1913, für den er davor noch nicht einmal für die Zweitmannschaft gespielt hatte, in der 2. Liga, als er am 21. Spieltag der Saison 2019/20 gegen die Kapfenberger SV in der Startelf stand. Bis zum Ende der Saison kam er zu fünf Zweitligaeinsätzen für Dornbirn. Zur Saison 2020/21 wurde er festes Kadermitglied des Zweitligisten. In jener Spielzeit absolvierte der Defensivspieler neun Zweitligapartien, zudem kam er viermal für die fünftklassige Reserve Dornbirns zum Einsatz.
In der Saison 2021/21 kam er bis zur Winterpause viermal für die Profis zum Einsatz. Im Februar 2022 wechselte Krnjic leihweise nach Liechtenstein zum in der vierten Schweizer Liga spielenden USV Eschen-Mauren. In einem Jahr in Liechtenstein kam er zu 24 Einsätzen in der 1. Liga. Im Jänner 2023 kehrte er nach Dornbirn zurück. Nach seiner Rückkehr kam er in der Saison 2022/23 in allen 14 Partien zum Einsatz. In der Saison 2023/24 absolvierte er bis zur Winterpause nur vier Spiele.
Anschließend wechselte Krnjic im Jänner 2024 zum Schweizer Drittligisten SC Brühl St. Gallen. Für Brühl kam er bis Saisonende zu zwölf Einsätzen in der Promotion League. Zur Saison 2024/25 kehrte er nach Österreich zurück und wechselte zum Zweitligisten Schwarz-Weiß Bregenz, bei dem er einen bis 2025 laufenden Vertrag erhielt. Für Bregenz kam er zu 22 Zweitligaeinsätzen. Nach der Saison 2024/25 verließ er den Verein per Vertragsende wieder.
Zur Saison 2025/26 wechselte er anschließend zum Ligakonkurrenten SK Austria Klagenfurt.